# 四川陸軍講武堂
四川陸軍講武堂，清朝宣統二年（1910年），四川總督趙爾巽在成都東較場開辦四川陸軍講武堂，總辦為吳鍾庸，主要招納由東北來的無學資而又未被實缺的武職人員，併兼收新軍中的見習軍官。學員6個月畢業，僅招辦了1期。